# Sveti Polikarp, Pula
Sveti Polikarp (tal. San Policarpo) je gradska četvrt u Puli. Administrativno pripada Mjesnom odboru Sv. Polikarp-Sisplac.
Sveti Polikarp je sa sjevera i sjeveroistoka ograničen Arsenalom, s istoka Monte Rizzijem, s juga Verudom, s jugozapada Sisplacom, a sa zapada Valkanama.
Četvrt Sveti Polikarp (Borgo San Policarpo) nastao je nakon sredine 19. stoljeća kada je Austrija odredila Pulu za svoju glavnu ratnu luku. Beč je tada htio smjestiti svoje časnike u zasebno elitno naselje. Neiskorišteni prostor južno od tadašnjeg grada činio se izvrsnim, pa se krenulo u podizanje novog naselja nazvanog Nova Pula. Ovo naselje nalazilo se sa suprotne strane Monte Zara u odnosu na tadašnji grad, na području sadašnje četvrti Sveti Polikarp. Zbog brzog rasta gradskog tkiva, osobito prema jugu, "stara" Pula je obuhvatila Novu Pulu, pa je ovaj naziv brzo zaboravljen, pogotovo nakon talijanske okupacije nakon Prvog svjetskog rata.